# Argina dulcis
Argina dulcis är en fjärilsart som beskrevs av Walker 1854. Argina dulcis ingår i släktet Argina och familjen björnspinnare. Inga underarter finns listade i Catalogue of Life.